# Acción Católica Obrera
La Acción Católica Obrera (ACO) es un movimiento de acción católica adulto especializado en evangelizar en el mundo del trabajo. Está formado por 736 militantes distribuidos en Cataluña (principalmente), Madrid, Córdoba y Alicante.
Forma parte del Movimiento de Trabajadores Cristianos Europeo (MTCE), del Movimiento Mundial de Trabajadores Cristianos (MMTC), del Consejo de Acción Católica (de la diócesis de Barcelona) y de la Pastoral Obrera, que es un órgano de coordinación entre los movimientos apostólicos de Acción Católica especializados en el mundo del trabajo como GOAC, JOC, MIJAC, religiosas en barrios, curas obreros...
ACO está reconocida como movimiento episcopal de la Iglesia en las diócesis de Barcelona, Girona, Lleida, Sant Feliu, Terrassa y Vic.
Los presidentes actuales son Maria Martínez Rojas y Santiago Boza Rocho y el consiliario general Pepe Baena Iniesta.

## Funcionamiento y método
La militancia se organiza en equipos formados por 5 a 10 personas que se encuentran periódicamente para compartir la vida y la fe. Estos grupos se coordinan con otros formando zonas o diócesis. Los equipos usan principalmente la metodología de la Revisión de Vida; también es habitual el Estudio de evangelio.
Cada año se define una Prioridad de curso que marca la temática general del trabajo de los grupos del movimiento. Las prioridades de curso se deciden cada cuatro años en el Consejo. Actualmente la prioridad del curso 2019-2020 es la formación y el lema “Tú tienes palabras de vida eterna” (Jn 6,68b).

## Historia
La Acción Católica Obrera (ACO) es un movimiento cristiano, nacido en marzo de 1950 en Francia.
En 1930 nació la Liga Obrera Cristiana (LOC), movimiento adulto de la Juventud Obrera Cristiana (JOC). En 1941, durante la Segunda Guerra Mundial, la LOC se convertiría en el Movimiento Popular de las Familias (MPF). En 1950 tuvo lugar el nacimiento oficial de ACO.
La ACO española fue fundada en 1953 en Barcelona por Lleonard Ramírez y Miquel Juncadella, después de hacer unos contactos previos con los movimientos franceses de acción católica y con la ACO de Suiza, en particular, con el abad Albert Maréchal, sacerdote y consiliario de ACO de Suiza.
A partir de 1955 la ACO empieza a celebrar la Jornada General cada 12 de octubre y hace público un manifiesto, el último "Formación y compromiso para crear esperanza en nuestro mundo".
En varias ocasiones se plantea la fusión con la Hermandad Obrera de Acción Católica, pero finalmente se desestima.
En 1957 varios militantes de la ACO y la JOC fundan Editorial Nova Terra, en la cual colaboraron Josep Maria Huertas y Alfonso Carlos Comín.
El obispo Joan Carrera acompañó y apoyó a la ACO como vicario episcopal de ambientes obreros de la diócesis de Barcelona.
En 2013, la ACO celebró su 60 aniversario.
En 2017, del 19 al 21 de mayo, la ACO ha celebrado su XI Consejo en Begues, donde se han decidido las líneas de trabajo para los próximos tres años y se ha hecho el pronunciamiento público «Un mandamiento nuevo por una tierra nueva».

## Fiestas significativas
La ACO celebra estas fechas:
- 8 de marzo, Día Internacional de las mujeres o Día Internacional de la mujer trabajadora
- 1 de mayo, Día Internacional de los trabajadores
- 7 de octubre, Día Internacional del trabajo decente
- 12 de octubre, Jornada General[17]

## Publicaciones
· ACO. 50 años de militancia obrera y cristiana.
· Desde marzo de 2015 ACO edita la revista Luzysal.

## Misión obrera
ACO parte de la "misión obrera", que reagrupa igualmente el MIJAC, la JOC, los PO (Curas Obreros) y los religiosos del mundo obrero.